# Phaseoleae
Phaseoleae je tribus iz poorodice mahunarki, raširen po Australiji i Tasmaniji, dio je potporodice Faboideae. 

## Podtribusi i rodovi
Postoji 6 podtribusa sa 82 rodom.
Tribus Phaseoleae DC.
1. Subtribus Basal Phaseoleae
  1. Butea J. Koenig ex Roxb. (3 spp.)
  2. Spatholobus Hassk. (34 spp.)
  3. Meizotropis Voigt (1 sp.)
2. Subtribus Cajaninae Benth.
  1. Flemingia Roxb. ex W. T. Aiton (40 spp.)
  2. Dunbaria Wight & Arn. (20 spp.)
  3. Cajanus DC. (33 spp.)
  4. Rhynchosia Lour. (259 spp.)
  5. Nomismia Wight & Arn. (1 sp.)
  6. Bolusafra Kuntze (1 sp.)
  7. Eriosema (DC.) G. Don (172 spp.)
  8. Adenodolichos Harms (23 spp.)
  9. Paracalyx Ali (5 spp.)
3. Subtribus Erythrininae Benth.
  1. Erythrina L. (123 spp.)
  2. Rhodopis Urb (3 spp.)
  3. Mucuna Adans. (118 spp.)
  4. Cochlianthus Benth. (2 spp.)
  5. Psophocarpus Neck. (9 spp.)
  6. Dysolobium (Benth.) Prain (6 spp.)
  7. Otoptera DC. (2 spp.)
  8. Decorsea R. Vig. (6 spp.)
4. Subtribus nov.
  1. Strongylodon Vogel (16 spp.)
5. Subtribus Phaseolinae Bronn
  1. Sphenostylis E. Mey. (7 spp.)
  2. Nesphostylis Verdc. (3 spp.)
  3. Alistilus N. E. Br. (3 spp.)
  4. Austrodolichos Verdc. (1 sp.)
  5. Wajira Thulin (5 spp.)
  6. Macrotyloma (Wight & Arn.) Verdc. (24 spp.)
  7. Dolichos L. (68 spp.)
  8. Dipogon Liebm. (1 sp.)
  9. Lablab Adans. (1 sp.)
  10. Spathionema Taub. (1 sp.)
  11. Physostigma Balf. (5 spp.)
  12. Vatovaea Chiov. ex Chiarugi (1 sp.)
  13. Cochliasanthus Trew (1 sp.)
  14. Vigna Savi (108 spp.)
  15. Oxyrhynchus Brandegee (5 spp.)
  16. Phaseolus L. (81 spp.)
  17. Ramirezella Rose (8 spp.)
  18. Condylostylis Piper (2 spp.)
  19. Ancistrotropis A. Delgado (6 spp.)
  20. Delgadoana U. B. Deshmukh, M. B. Shende, E. S. Reddy & Mungole (1 sp.)
  21. Sigmoidotropis (Piper) A. Delgado (9 spp.)
  22. Helicotropis A. Delgado (3 spp.)
  23. Leptospron (Benth. & Hook.f.) A. Delgado (2 spp.)
  24. Macroptilium (Benth.) Urb. (24 spp.)
  25. Dolichopsis Hassl. (2 spp.)
  26. Mysanthus G. P. Lewis & A. Delgado (1 sp.)
  27. Oryxis A. Delgado & G. P. Lewis (1 sp.)
  28. Strophostyles Elliott (3 spp.)
6. Subtribus Glycininae Benth.
  1. Mastersia Benth. (2 spp.)
  2. Diphyllarium Gagnep. (1 sp.)
  3. Toxicopueraria A. N. Egan & B. Pan (2 spp.)
  4. Cologania Kunth (16 spp.)
  5. Harashuteria K. Ohashi & H. Ohashi (1 sp.)
  6. Neorautanenia Schinz (3 spp.)
  7. Herpyza Sauvalle (1 sp.)
  8. Pachyrhizus A. Rich. ex DC. (5 spp.)
  9. Calopogonium Desv. (8 spp.)
  10. Neonotonia Lackey (2 spp.)
  11. Teyleria Backer (3 spp.)
  12. Pseudovigna (Harms) Verdc. (3 spp.)
  13. Eminia Taub. (4 spp.)
  14. Pseudeminia Verdc. (4 spp.)
  15. Sinodolichos Verdc. (2 spp.)
  16. Neustanthus Benth. (1 sp.)
  17. Weizhia G. Y. Li, Z. H. Chen, K. W. Jiang & B. Pan bis (1 sp.)
  18. Dumasia DC. (11 spp.)
  19. Ladeania A. N. Egan & Reveal (2 spp.)
  20. Rupertia Grimes (3 spp.)
  21. Pediomelum Rydb. (25 spp.)
  22. Cullen Medik. (35 spp.)
  23. Orbexilum Raf. (11 spp.)
  24. Bituminaria Heist. ex Fabr. (11 spp.)
  25. Hoita Rydb. (3 spp.)
  26. Psoralea L. (119 spp.)
  27. Grimolobium A. N. Egan, C. H. Stirt. & A. Bello (8 spp.)
  28. Glycine L. (27 spp.)
  29. Amphicarpaea Elliott (3 spp.)
  30. Teramnus P. Browne (8 spp.)
  31. Nogra Merr. (4 spp.)
  32. Pueraria DC. (16 spp.)